# Kamenica (Stragari)
Kamenica (em cirílico: Каменица) é uma vila da Sérvia localizada no município de Stragari, pertencente ao distrito de Šumadija, na região de Šumadija. A sua população era de 331 habitantes segundo o censo de 2011.

## Demografia
| 1948 | 1953 | 1961 | 1971 | 1981 | 1991 | 2002 | 2011 |
| ---- | ---- | ---- | ---- | ---- | ---- | ---- | ---- |
| 1227 | 1077 | 935  | 769  | 637  | 495  | 431  | 331  |